# Каџок
Каџок или Кваџок главни је град вилајета Вараб у Јужном Судану. Налази се у долини река Џур, тачније на њеној десној обали. Већински народ у граду чине Динке, а укупан број је око 78.111 становника.